# Banco de Italia
El Banco de Italia (it: Banca d'Italia) es el banco central de la República italiana y una parte del Eurosistema y del Sistema Europeo de Bancos Centrales (SEBC). Su oficina central está en el Palazzo Koch, Roma. Su actual gobernador es Ignazio Visco, quien ocupa el cargo desde el 20 de octubre de 2011.

## Funciones
Tras el traspaso de las políticas monetarias en 1999 al Banco Central Europeo, dentro del nuevo marco estructural europeo, el banco implementa las decisiones de este, acuña el Euro y eliminar de la circulación antiguas monedas.  
La misión principal se ha convertido en una supervisa bancaria y financiera. El objetivo es asegurar la estabilidad y eficiencia del sistema y cumplir las reglas y regulaciones; el banco persigue esto a través de legislación secundaria, controles y cooperación con las autoridades gubernamentales.   
A partir de la reforma de 2005, que fue provocada a raíz de algunos escándalos de absorción entre empresas, el banco ha perdido la exclusividad de autoridad anti-trust en el sector crediticio, comparte esta responsabilidad con la "Autoridad Italiana Anti-Trust". Otras funciones incluyen el control del mercado, cuidado de los pagos y suministro de provisiones, tesorería del Estado, registro de crédito central, análisis económico y consultaría institucional.  
El Banco de Italia posee unas reservas de oro estimadas en 2.451.8 toneladas (2006).

## Historia
La institución, también llamada Bankitalia, fue fundada en  1893, fruto de la unión de los cuatro primeros bancos de Italia. Hasta 1928 estaba dirigido por un Director General, mientras que desde entonces es dirigido por un Gobernador. El gobernador es elegido por la comisión interna de dirección,  por decreto del Presidente de la República Italiana. Su mandato dura 7 años.

### Directores generales (1893 - 1928)
- Giacomo Grillo (1893 - 1894)
- Giuseppe Marchiori (1894 - 1900)
- Bonaldo Stringher (1900 - 1928)

### Gobernadores (1928 - presente)
- Bonaldo Stringher (1928 - 1930)
- Vincenzo Azzolini (1931 - 1944)
- Luigi Einaudi (1945 - 1948)
- Donato Menichella (1948-1960)
- Guido Carli (1960-1975)
- Paolo Baffi (1975-1979)
- Carlo Azeglio Ciampi (1979-1993)
- Antonio Fazio (1993-2005)
- Mario Draghi (2006-2011)
- Ignazio Visco (2011-presente)

## Accionistas
| Accionista                                   | Participación |
| -------------------------------------------- | ------------- |
| Intesa Sanpaolo                              | 30,3%         |
| UniCredit                                    | 22,1%         |
| Generali                                     | 6,3%          |
| Cassa di Risparmio in Bologna                | 6,2%          |
| Istituto Nazionale per la Previdenza Sociale | 5,0%          |
| Banca Carige                                 | 4,0%          |
| Banca Nazionale del Lavoro                   | 2,8%          |
| Monte dei Paschi di Siena                    | 2,5%          |
| Biverbanca                                   | 2,1%          |
| Cassa di Risparmio di Parma e Piacenza       | 2,0%          |